# Good to Be Bad
| 전문가 평가      | 전문가 평가 |
| 평가 점수        | 평가 점수   |
| 출처             | 점수        |
| ---------------- | ----------- |
| About.com        | [ 1 ]       |
| AllMusic         | [ 2 ]       |
| The Guardian     | [ 3 ]       |
| IGN              | (8.1/10)    |
| Metal Storm      | [ 5 ]       |
| PopMatters       | [ 6 ]       |
| Record Collector | [ 7 ]       |

《Good to Be Bad》는 2008년 4월 21일에 발매된 영국의 하드 록 밴드 화이트스네이크의 열 번째 스튜디오 음반이다.
이번 음반은 2006년 라이브 음반 《Live: In the Shadow of the Blues》에 수록된 4곡의 신곡은 제외하고 1997년 《Restless Heart》 이후 10년 만에 선보이는 새로운 스튜디오 자료의 첫 음반이다. 이 음반은 캐나다 음반 차트 23위, 빌보드 200 차트 62위, 영국 음반 차트 7위를 기록했다.

## 수상
2008년 11월, 《Good to Be Bad》는 "올해의 앨범"으로 클래식 록 어워드를 받았다.
다이노소어 록 기타 포럼은 "올해의 베스트 앨범"으로 2008년 디노 어워드를 수상하며 이 음반을 기념했다.

## 곡 목록
모든 곡들은 데이비드 커버데일과 더그 알드리치에 의해 작사/작곡하였다.
| #   | 제목                           | 재생 시간 |
| --- | ------------------------------ | --------- |
| 1.  | 〈Best Years〉                 | 5:16      |
| 2.  | 〈Can You Hear the Wind Blow〉 | 5:03      |
| 3.  | 〈Call on Me〉                 | 5:01      |
| 4.  | 〈All I Want All I Need〉      | 5:40      |
| 5.  | 〈Good to Be Bad〉             | 5:13      |
| 6.  | 〈All for Love〉               | 5:13      |
| 7.  | 〈Summer Rain〉                | 6:10      |
| 8.  | 〈Lay Down Your Love〉         | 6:01      |
| 9.  | 〈A Fool in Love〉             | 5:50      |
| 10. | 〈Got What You Need〉          | 4:15      |
| 11. | 〈'Til the End of Time〉       | 5:32      |